# Pelargonium zonale
Пеларгонія зональна (Pelargonium zonale) - вид рослин родини геранієві.

## Будова
Вічнозелений кущ висотою до 90 см. Стебло задерев'яніле, проте молоді пагони сукулентні і покриті волосинками. Підковоподібні смуги на листях варіюються від чевоного до білого. Квіти зібрані у парасолькоподібне суцвіття. Квітне протягом усього року.

## Поширення та середовище існування
Зростає на сухих кам'янистих схилах у Південній Африці.

## Практичне використання
У 16 ст вперше була привезена в Європу (Нідерланди), звідки поширилася по різних країнах як декоративна. 
Ця рослина є однією з батьківських популярного гібриду Pelargonium × hortorum, який зазвичай називають садовою геранню.

## Галерея

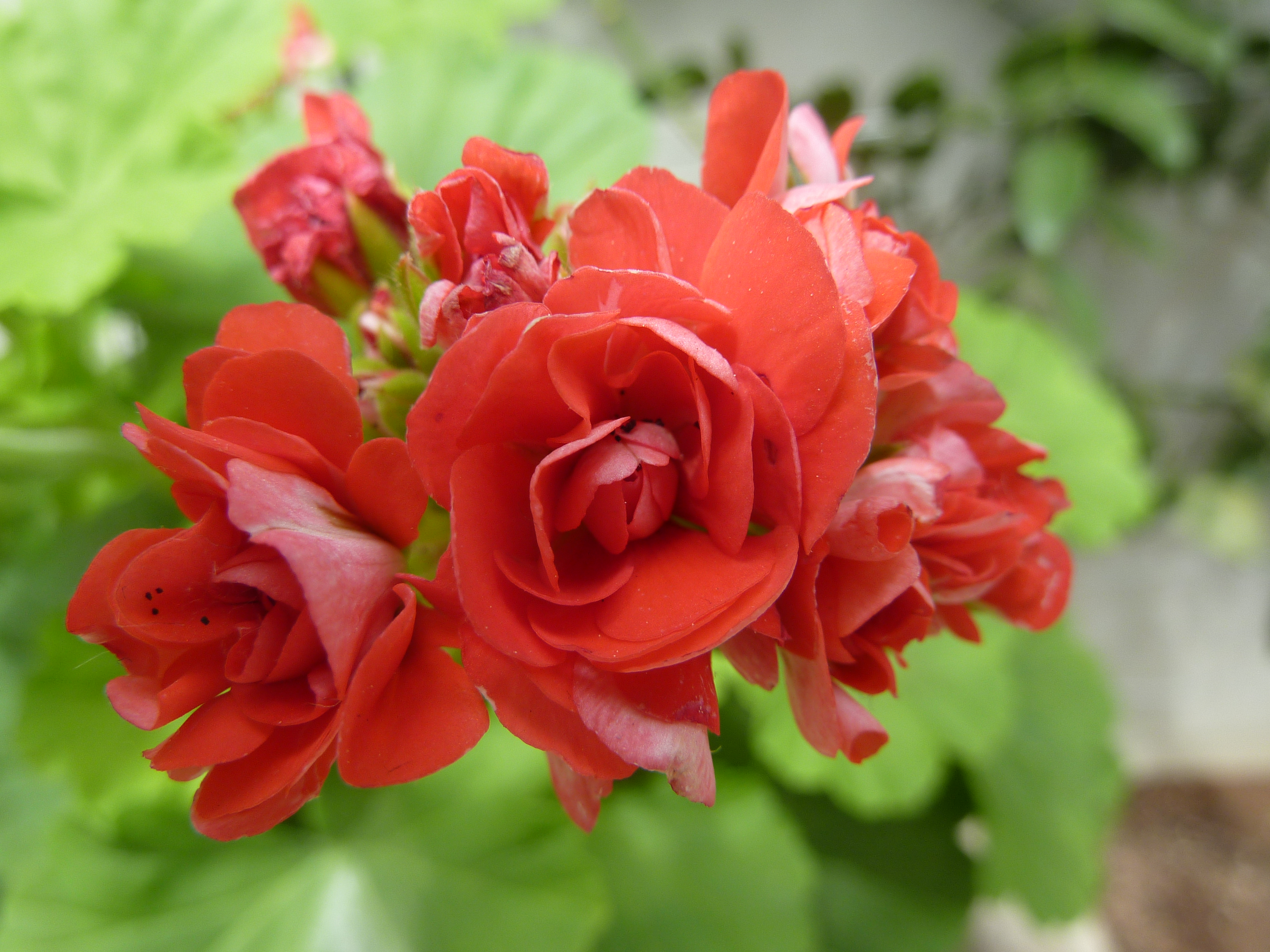
'Rosebud supreme'
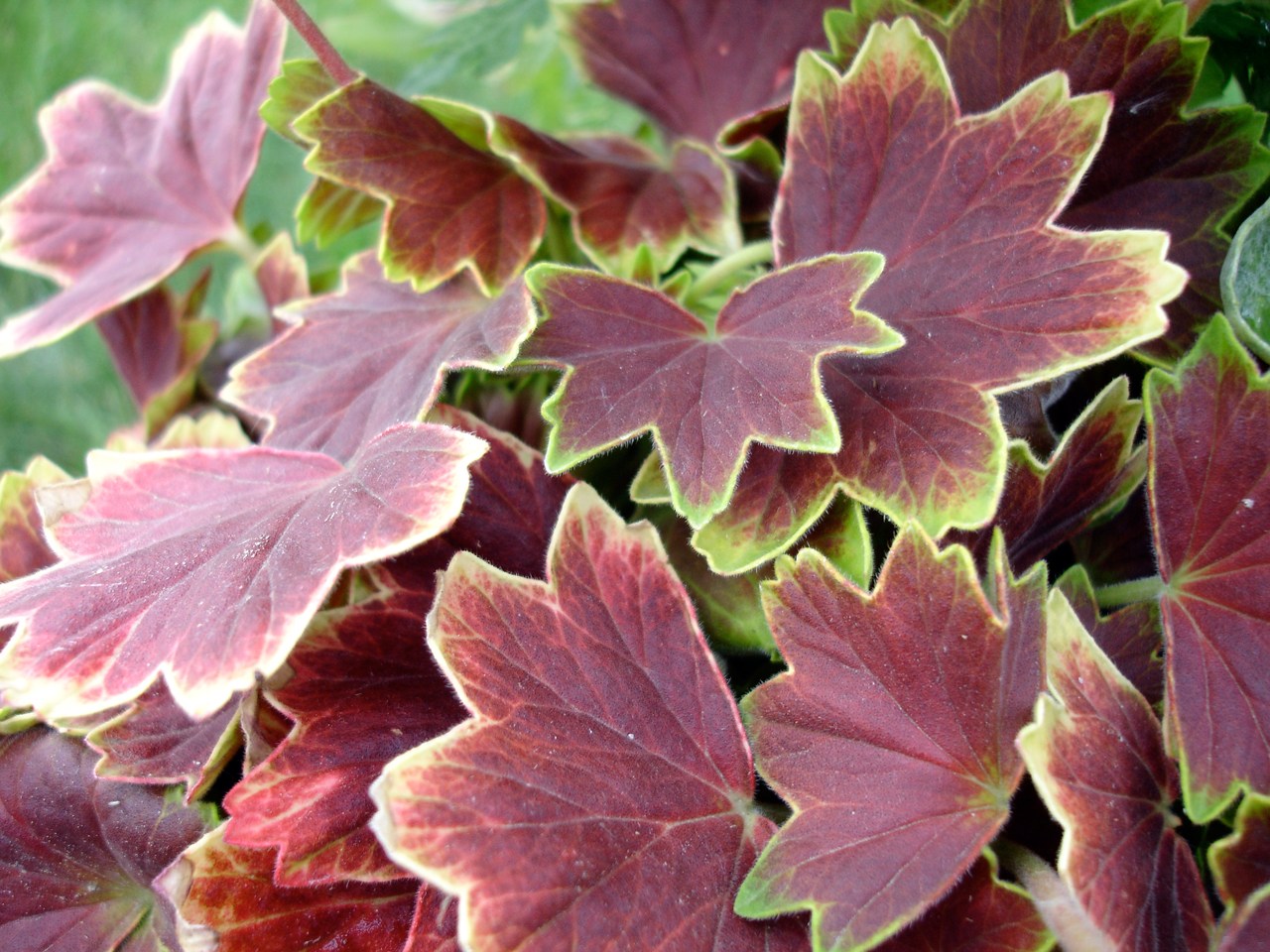
'Vancouver Centennial'
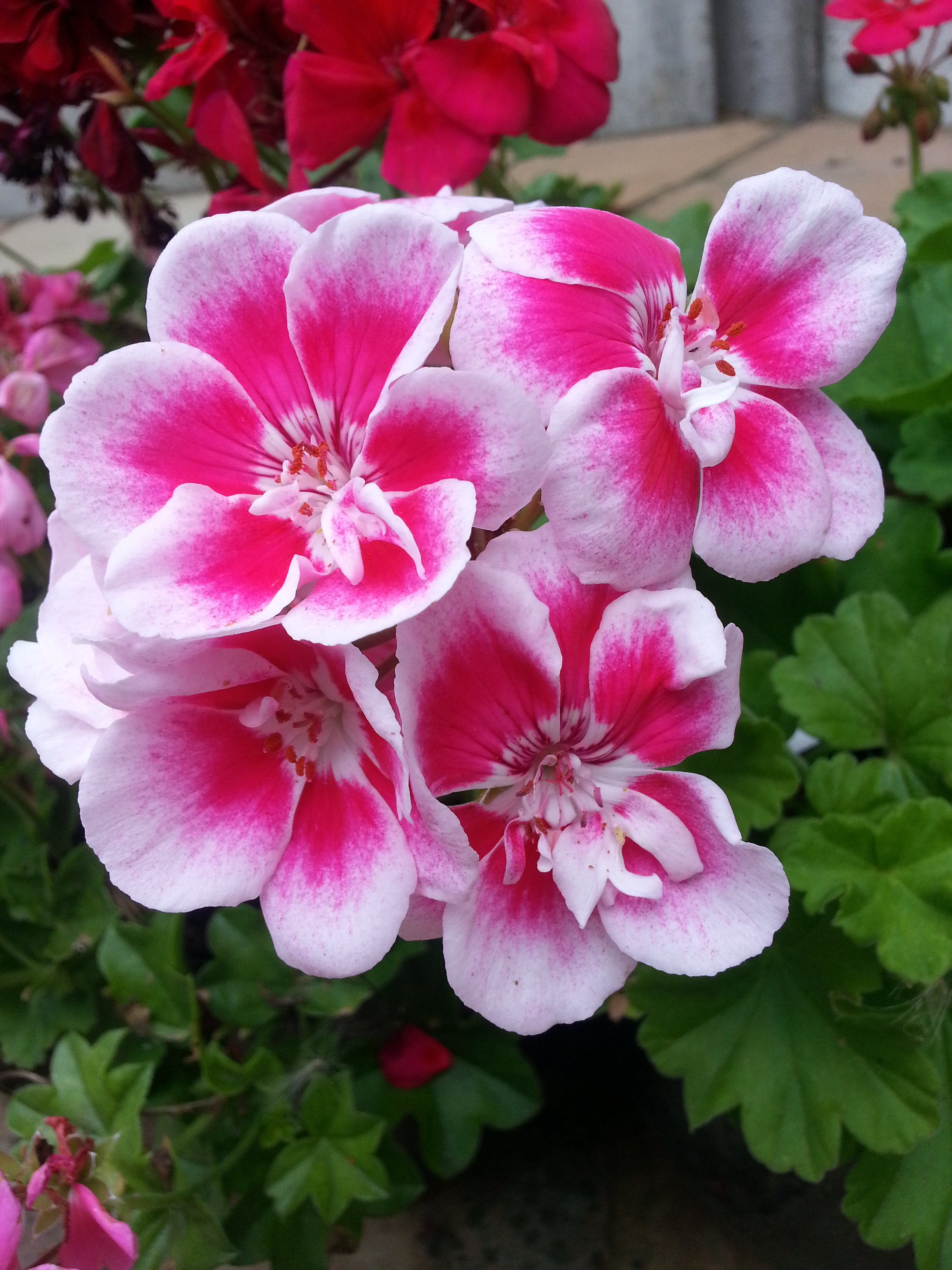
'Emilia'